# Langentalgraben (Dreisgraben)
Der Langentalgraben ist ein linker, periodischer Zufluss des Dreisgrabens im Landkreis Miltenberg im bayerischen Spessart.

## Geographie

### Verlauf
Der Langentalgraben entspringt nordwestlich von Schmachtenberg. Er mündet westlich von Mönchberg in den Dreisgraben.

### Flusssystem Elsava
- Fließgewässer im Flusssystem Elsava

## Einzelnachweise

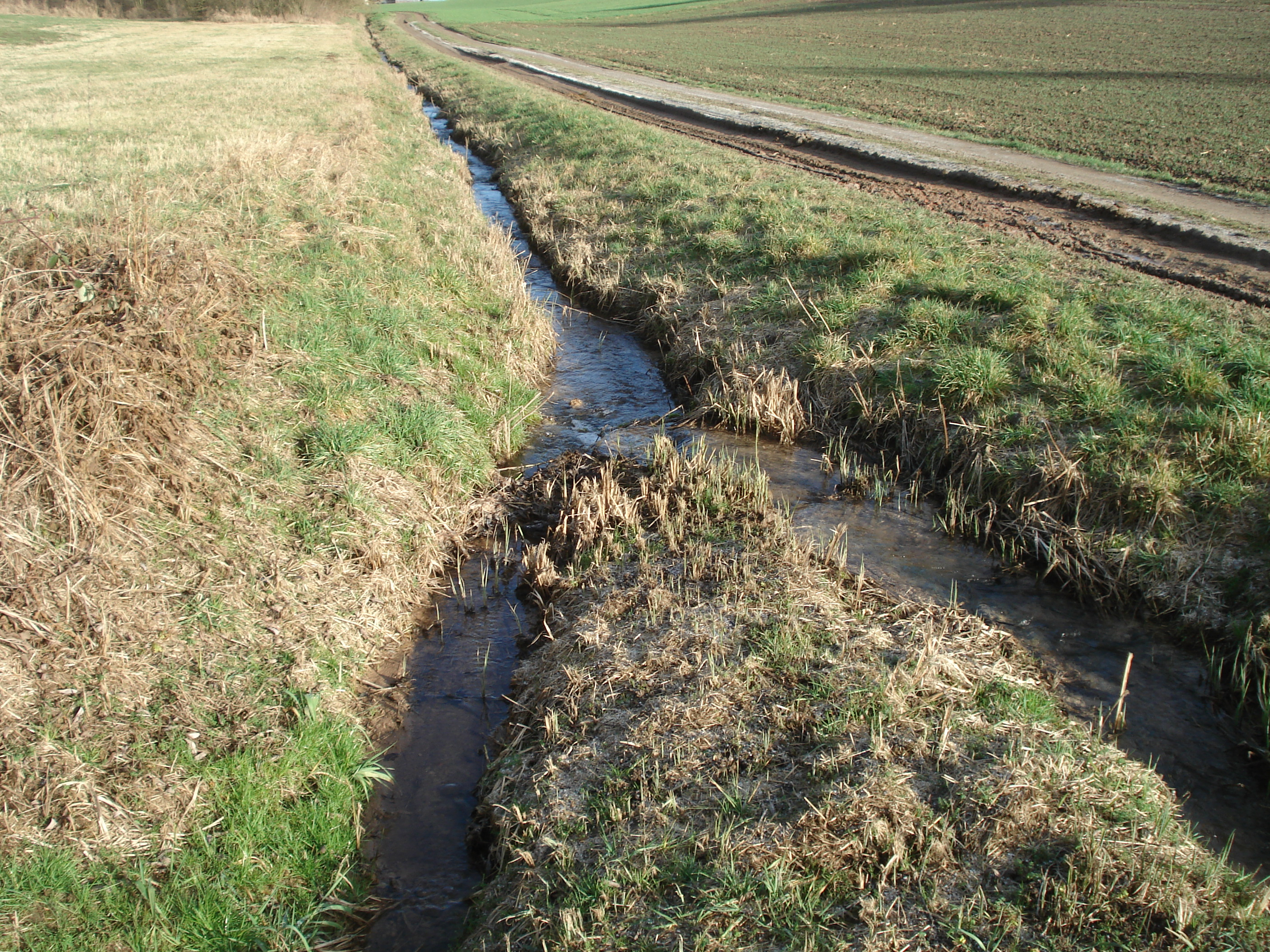
Der Langentalgraben (vorne links) mündet in den Dreisgraben (von vorne rechts nach hinten)